# Mount Cordwell
Mount Cordwell ist ein Berg im ostantarktischen Enderbyland. Er ragt 3 km östlich der Burch Peaks und 32 km südsüdwestlich des Stor Hånakken auf.
Luftaufnahmen, die 1957 im Rahmen der Australian National Antarctic Research Expeditions angefertigt wurden, dienten seiner Kartierung. Das Antarctic Names Committee of Australia benannte ihn nach Tom S. Cordwell, Funker auf der Wilkes-Station im Jahr 1961.